# 擬多枝蘚
擬多枝蘚（学名：Haplohymenium pseudo-triste）为羽蘚科多枝蘚屬下的一个种。